# Dysplazja stawu biodrowego
Dysplazja stawu biodrowego (łac. dysplasia coxae congenita, ang. hip dysplasia) – wada wrodzona stawu biodrowego, spowodowana kilkoma czynnikami patologicznymi (ze strony matki i płodu) o charakterze mechanicznym oraz patofizjologicznym i, polegająca na niedorozwoju panewki stawowej; jedna z najczęstszych wad wrodzonych spotykanych w populacji europejskiej, w Polsce dysplazja zdarza się u 2-4%, częściej u noworodków płci żeńskiej (stosunek płci żeńskiej do męskiej odpowiednio: 3-5:1).

## Czynniki wywołujące dysplazję
1. Czynniki genetyczne – prawdopodobieństwo powstania wady u potomstwa według Waynne'a-Daviesa:
  - 6% – 2 rodziców zdrowych i 1 dziecko z wadą
  - 12% – 1 rodzic z wadą
  - 36% – 1 rodzic z wadą i 1 dziecko z wadą
2. Ultrafizjologiczne ułożenie kończyn płodu
  - kończyny były ułożone w pozycji z nadmiernym zgięciem i odwiedzeniem uda, albo z nadmiernym wyprostowaniem w stawie kolanowym
  - zmiana ustawienia i nacisku na staw powoduje, że dochodzi do:
    - szybkiego narastania przodoskręcenia i koślawości szyjki kości udowej
    - zaniku stropu panewki
    - rozciągnięcia torebki stawowej

  - ten mechanizm często występuje w dwóch przypadkach:
    - małowodzie u pierworódek – silna ściana macicy utrudnia ruchy kończyn płodu (ok. 60% dysplazji pojawia się u pierwszego dziecka)
    - ciąża bliźniacza/mnoga
3. Zmiany ułożenia płodu (30-50% dysplazji jest z ułożeń pośladkowych)
4. Wiotkość torebki stawowej utrzymująca się od momentu urodzenia przez pierwszy tydzień życia dziecka – odpowiadają za nią estrogeny, które rozluźniają więzadła i torebkę stawową (przygotowanie dziecka do porodu); dysplazja występuje 4-6x częściej u dziewczynek, gdyż mają one większą wrażliwość na estrogeny
5. Gwałtowne wyprostowanie nóżek dziecka w czasie porodu (stosowanie pomocy ręcznej) lub cucenie z zamartwicy przy uniesieniu noworodka za nóżki do góry oraz przy mierzeniu długości ciemieniowo-piętowej

## Obraz kliniczny i przebieg

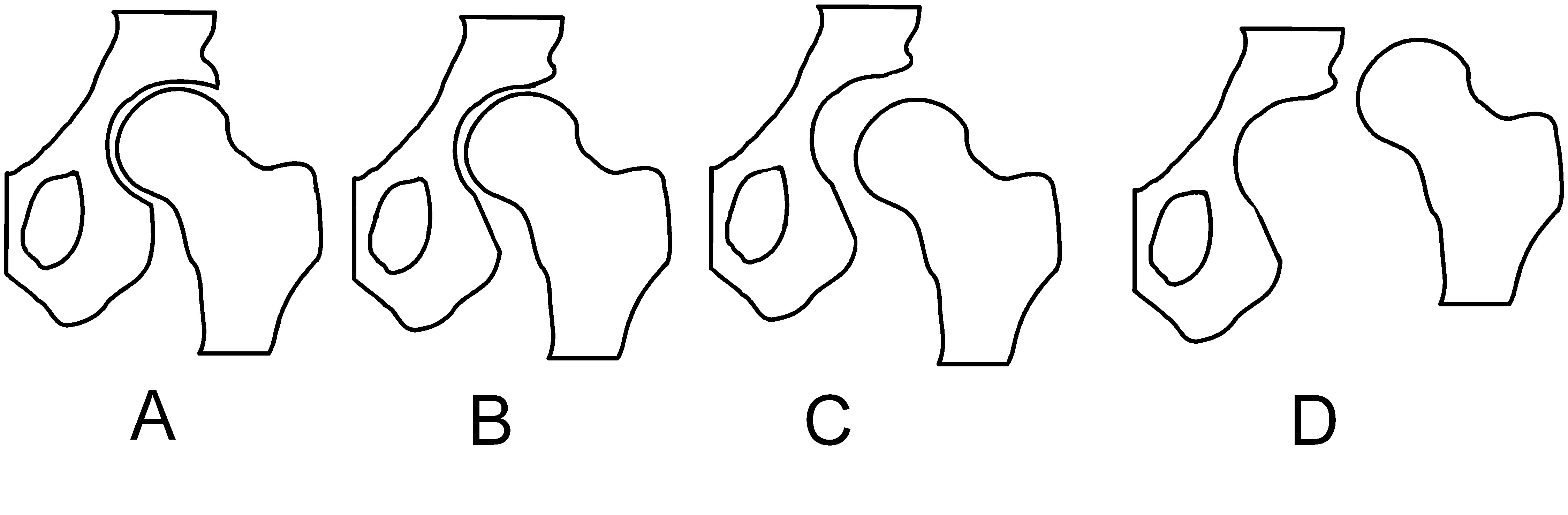
Schematyczne przedstawienie różnych stopni zaawansowania dysplazji stawu biodrowego

Dysplazja stawu biodrowego objawia się jego niestabilnością; dużą wartość diagnostyczną mają dodatnie objawy przeskakiwania (Ortolaniego) i wyważania (Barlowa); w jednostronnej dysplazji stwierdza się względne skrócenie kończyny.
Inne stwierdzane objawy:
- ograniczenie odwodzenia w stawie biodrowym spowodowane przykurczem przywodzicieli (to najważniejszy objaw kliniczny okresu niemowlęctwa)
- zwiększenie kąta antetorsji powyżej 30 stopni
- asymetria ruchów obrotowych (zwiększona antetorsja powoduje nadmierną rotację wewnętrzną w stawie biodrowym)
- asymetria fałdów pośladkowych (może występować przy zdrowych stawach biodrowych)

## Rozpoznanie

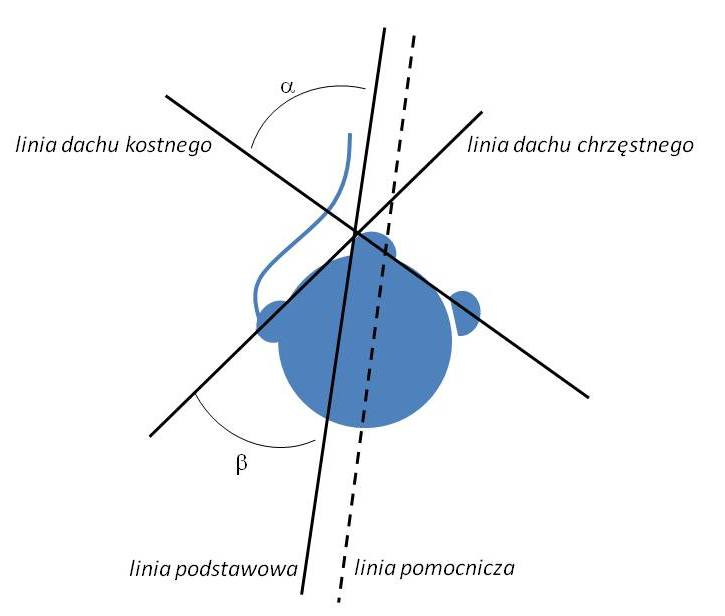
Sposób wykreślania kątów alfa i beta na sonogramie dla potrzeb klasyfikacji dysplazji stawu biodrowego według Grafa

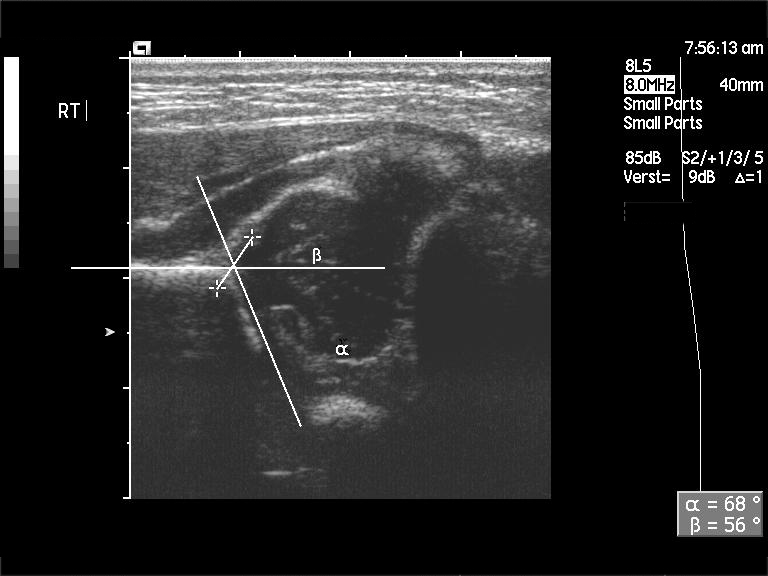
Obraz USG prawego stawu biodrowego noworodka – typ Ib według Grafa

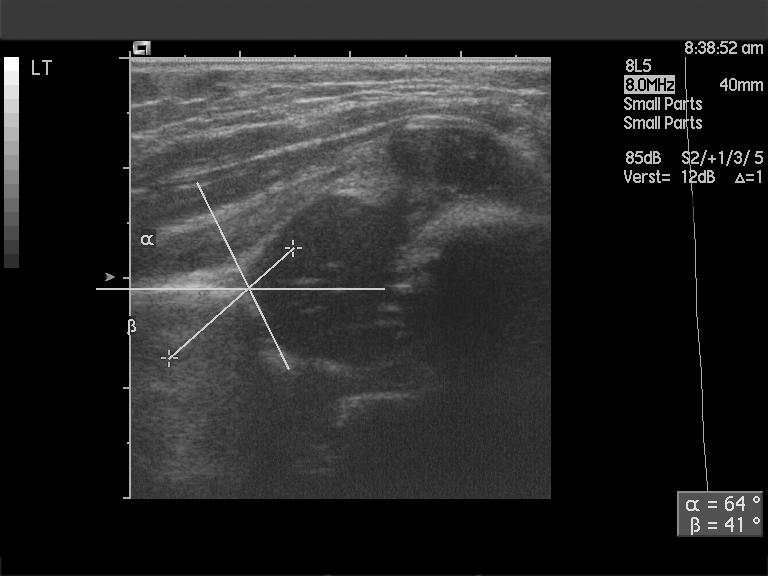
Obraz USG lewego stawu biodrowego noworodka – typ Ia według Grafa

Diagnostyka i ocena skuteczności leczenia dysplazji stawu biodrowego opiera się przede wszystkim na badaniu ultrasonograficznym. Ocena bliższego końca kości udowej i panewki stawu biodrowego pozwala zakwalifikować staw według klasyfikacji Grafa jako:
- Prawidłowy (typ Ia i Ib) – całkowicie dojrzałe stawy z dobrze wykształconym dachem kostnym, dach chrzęstny i obrąbek stawowy pokrywają głowę kości udowej oraz nie są uniesione; kąt alfa wynosi 60 stopni i więcej, a beta ponad 55 stopni
  - typ Ia – 7x częstszy; wąski i długi dach chrzęstny obejmuje szeroko głowę kości udowej
  - typ Ib – dach chrzęstny krótki o szerokiej podstawie
- Fizjologicznie niedojrzały (typ II) – obecne cechy dysplazji, bez decentracji głowy kości udowej
  - typ IIa – stawy dzieci do 3. miesiąca życia, dach kostny nie w pełni wykształcony, zaokrąglony zewnętrzny brzeg kostny, poszerzony dach chrzęstny nie jest uniesiony i obejmuje głowę kości udowej; kąt alfa 55-59 stopni, kąt beta większy od 55 stopni; większość normalizuje się do 3 miesiąca życia
    - IIa (+) – w 6 tyg. życia kąt alfa wynosi 55 stopni lub jest większy
    - IIa (-) – w 6 tyg. życia kąt alfa jest mniejszy od 55 stopni

  - typ IIb – gdy powyższe wartości kątowe występują po 3 miesiącu życia
  - typ IIc – stawy ze znaczną dysplazją na granicy decentracji głowy kości udowej oraz z wadliwym wykształceniem kostnego dachu panewki; zaokrąglony/płaski zewnętrzny brzeg kostny; krótka część chrzęstna dachu o szerokiej podstawie obejmującej głowę kości udowej; kąt alfa 43-49 stopni, kąt beta większy od 55 stopni
- Dysplastyczny (typ D, typ IIIa/IIIb, typ IV)
  - typ D – stawy z decentracją głowy kości udowej, wadliwie wykształconym dachem kostnym, płaskim zewnętrznym brzegiem kostnym oraz krótkim z szeroką podstawą i uniesionym dachem chrzęstnym; kąt alfa 43-49 stopni, kąt beta 70-77 stopni
  - typ III – źle wykształcony kostny dach panewki z płaskim brzegiem zewnętrznym, poszerzony i uniesiony ku górze dach chrzęstny; kąt alfa mniejszy od 43 stopni, kąt beta większy od 77 stopni
    - IIIa – prawidłowa chrząstka szklista dachu
    - IIIb – włóknista przemiana chrząstki szklistej dachu

  - typ IV – dach chrzęstny oraz obrąbek stawowy uciśnięte przez przemieszczającą się głowę kości udowej ;wartości kątowe jak w typie III

## Leczenie

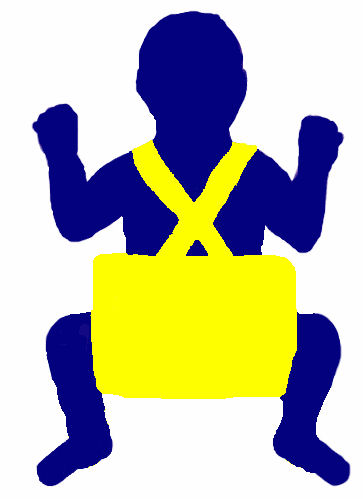
Poduszka Frejki

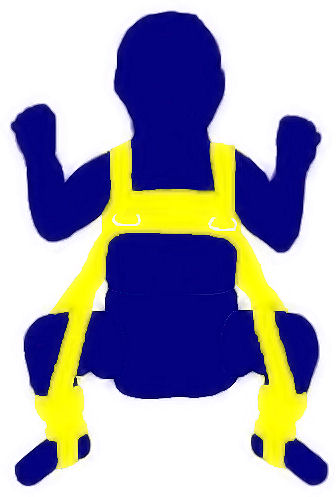
Uprząż Pawlika

Leczenie należy wdrożyć jak najwcześniej, w pierwszych dniach życia dziecka. Na początku polega na szerokim ustawieniu ud w ciągu całej doby. Nóżek dziecka nie należy krępować pieluszką ani kocykiem. Po 6. tyg. życia pozapłodowego układa się go na brzuszku celem zmniejszenia patologicznej antetorsji.
Gdy cechy dysplazji utrzymują się, a opiekun zgłasza się z dzieckiem później niż w 3. miesiącu jego życia, stosuje się jeden z aparatów utrzymujących kończyny dolne w zgięciu i odwiedzeniu (szelki Pawlika, szyna Koszli poduszka Frejki). Dawniej często stosowana poduszka Frejki wpływa niekorzystnie na rozwój stawu, ponieważ utrzymuje kończyny dolne w odwiedzeniu pod kątem prostym, co nie pozwala na cofanie się antetorsji i koślawości.
Po 6.-7. miesiącu życia konieczne jest stosowanie szyny Denisa-Browna, która utrzymuje kończynę dolną w odwiedzeniu i rotacji wewnętrznej odpowiadającej wielkości kąta antetorsji.
Dobry wynik po leczeniu zachowawczym uzyskuje się w 90-99% przypadków.
W razie braku repozycji niewskazane jest dalsze leczenie, ponieważ może doprowadzić do trwałego uszkodzenia stawu – w takim przypadku metodą z wyboru jest leczenie operacyjne, korygujące dysplastyczną panewkę (np. osteotomia transiliakalna miednicy sposobem Degi).
Wskazania do leczenia operacyjnego:
- nieustępujące po leczeniu zachowawczym objawy dysplazji
- wzmożone przodoskręcenie szyjki kości udowej
- stromość stropu panewki u młodzieży i ludzi dorosłych (aby zapobiec zwichnięciu i zmianom zwyrodnieniowym)

W przypadku niepodjęcia leczenia dochodzi do zmian wtórnych: opóźnienia rozwoju jądra kostnienia i zmiany kierunku wzrostu głowy kości udowej co prowadzi do powstania biodra koślawego. Przemieszczona do góry głowa kości udowej wytwarza panewkę wtórną. W późniejszym czasie dochodzi do wytworzenia zmian zwyrodnieniowych.

## Dysplazja stawu biodrowego u zwierząt
Zaburzenie może występować także u zwierząt, zwłaszcza psów dużych ras.
Rasy psów szczególnie predysponowane w kierunku dysplazji stawu biodrowego:
- owczarek niemiecki
- rottweiler
- golden retriever
- labrador retriever
- owczarek środkowoazjatycki
- owczarek kaukaski
- nowofundland
- berneński pies pasterski.